# Bilal Arular
Bilal Arular (* 15. Oktober 1949 in Sakarya) ist ein ehemaliger türkischer Fußballspieler und -trainer. Er spielte nahezu seine gesamte Karriere für Eskişehirspor und war an einigen wichtigen Erfolgen der Vereinshistorie beteiligt. Durch seine langjährige Tätigkeit für diesen Verein und als Eigengewächs wird er als einer der wichtigsten Spieler der Klubgeschichte aufgefasst. Mit 250 Erstligaeinsätzen für Eskişehirspor ist er der Spieler mit den drittmeisten Süper-Lig-Einsätzen der Vereinsgeschichte.

## Spielerkarriere

### Verein
Arular startete seine Profikarriere in der Saison 1972/73 bei Eskişehirspor, dem Erstligisten seiner Heimatstadt Eskişehir. Vor dieser Saison wurde er mit anderen jungen Spielern wie Yenal Kaçıra aus der Nachwuchsabteilung als Ergänzungsspieler in den Profikader aufgenommen. Hier gab er in der UEFA-Pokalpartie vom 13. Dezember 1972 gegen AC Florenz sein Profidebüt. Mit seinem Verein beendete er die Saison hinter Galatasaray Istanbul und Fenerbahçe Istanbul als Tabellendritter und gehörte damit zu jener Mannschaft, die die bis dato zweitbeste Erstligaplatzierung der Vereinsgeschichte wiederholen konnte. Arular absolvierte in dieser ersten Saison 14 Pflichtspiele. Mit seiner zweiten Saison stieg er endgültig zum Stammspieler auf und beendete sie mit 38 Pflichtspieleinsätzen zusammen mit Kaçıra als der Spieler mit den meisten Pflichtspieleinsätzen.
Er spielte bis zum Sommer 1982 für Eskişehirspor und wechselte nach dem verfehlten Klassenerhalt zum Zweitligisten Gençlerbirliği Ankara. Mit diesem Verein beendete er die Zweitligasaison 1982/83 als Meister und verhalf diesem nach 14-jähriger Abstinenz die Rückkehr Türkiye 1. Futbol Ligi. Nach dem Aufstieg spielte Arular noch eine Saison in der 1. Lig für Gençlerbirliği und beendete anschließend seine Karriere.

### Nationalmannschaft
Arular wurde 1978 im Rahmen eines Testspiels gegen die Nationalmannschaft der UdSSR vom Nationaltrainer Metin Türel zum ersten Mal und für das Aufgebot der türkischen Nationalmannschaft nominiert und gab in dieser Partie sein A-Länderspieldebüt.
Insgesamt absolvierte er ein A-Länderspiel für die Türkei.

## Trainerkarriere
Arular begann seine Trainerkarriere 1997 als Jugendtrainer bei Fenerbahçe Istanbul. Anschließend arbeitete er bei Sarıyer SK und Artvin Hopaspor als Co-Trainer und assistierte u. a. Mehmet Demirtaş. Nach Nachwuchstrainertätigkeiten bei Eyüpspor arbeitete er 2007 beim Istanbuler Amateurklub Çatalcaspor das erste Mal als Cheftrainer.

## Erfolge
Mit Eskişehirspor
- Tabellendritter der Süper Lig: 1972/73, 1974/75
- Tabellenvierter der Süper Lig: 1973/74

Mit Gençlerbirliği Ankara
- Meisterschaft der TFF 1. Lig und Aufstieg in die Süper Lig: 1982/83